# Dębnica Kaszubska
Dębnica Kaszubska (Rathsdamnitz fino al 1945) è un comune rurale polacco del distretto di Słupsk, nel voivodato della Pomerania.
Ricopre una superficie di 300,02 km² e nel 2005 contava 9 611 abitanti.